# Luís I da Etrúria
Luís I de Bourbon (em italiano Ludovico Francesco Filiberto di Borbone-Parma), também conhecido como Luís I da Etrúria  (Piacenza, 5 de agosto 1773 - Florença, 27 de maio 1803) foi o primeiro dos dois reis da Etrúria, onde reinou de 1801 até à sua morte.

## Infância
Filho mais velho do duque de Parma Fernando I e de Maria Amália de Habsburgo-Lorena, seus avós do seu lado materno eram a famosa Maria Teresa da Áustria e seu marido Francisco I do Sacro Império Romano-Germânico e do lado paterno eram Luísa Isabel de França e Filipe, Duque de Parma.

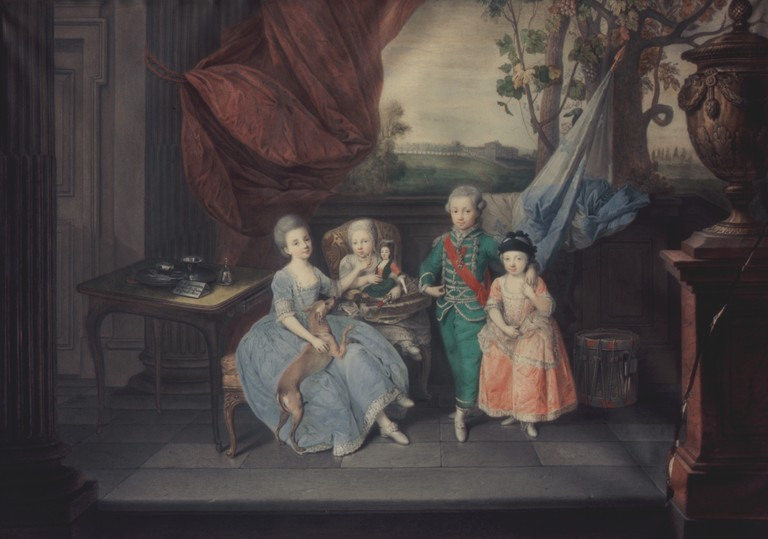
Luís com seus irmãos, 1779.

Luís teve uma infância feliz com seus irmãos sobreviventes, ele era loiro, de boa aparência, de caráter amável e tinha um grande interesse pela ciência.

## Casamento e Descendência

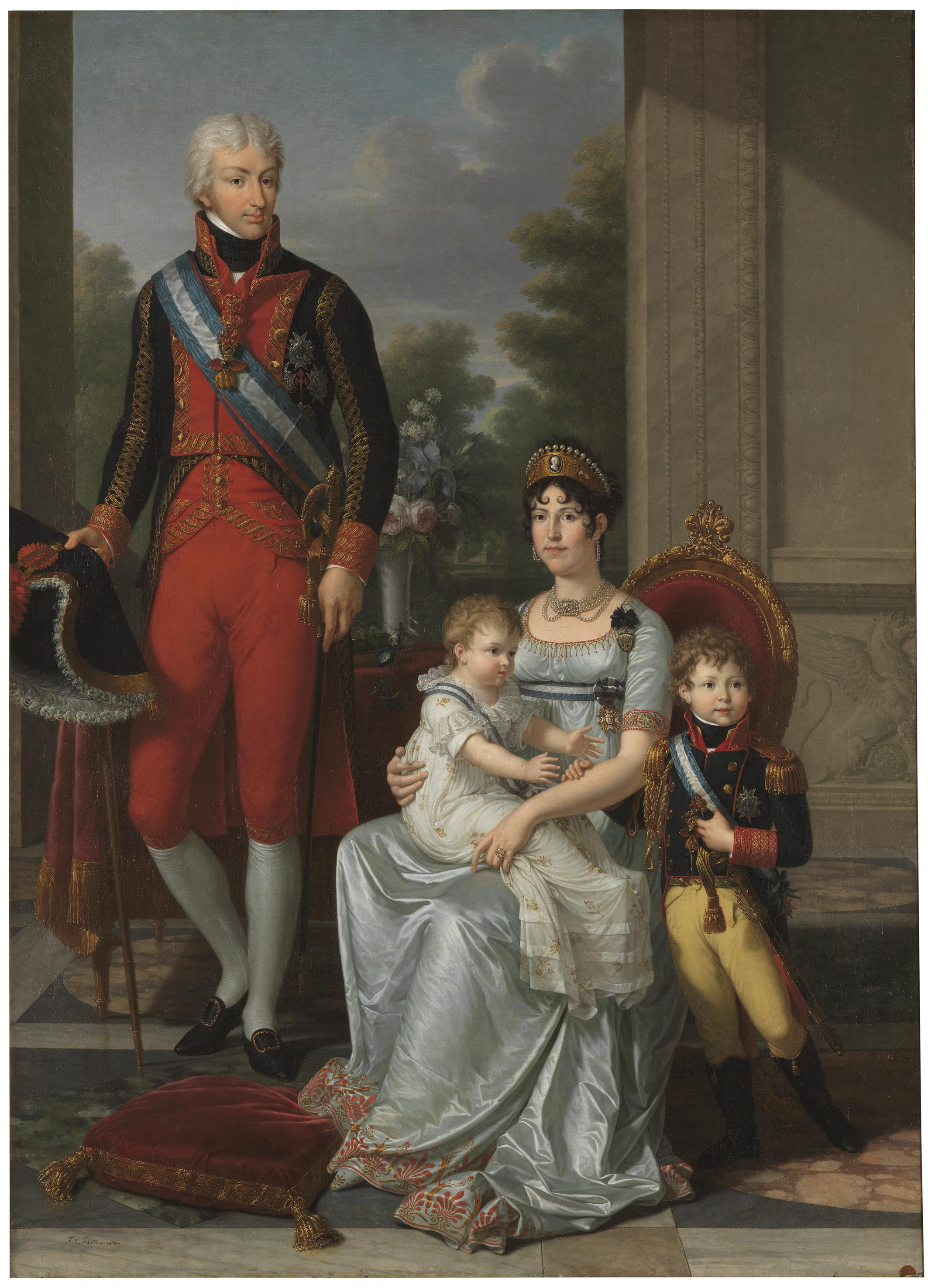
Da esquerda para direita: Rei Luís I, Rainha Maria Luísa com a princesa Maria Luísa Carlota no colo e o príncipe Carlos luís, 1804.

Em 1795, Luís chegou à corte espanhola para terminar seus estudos e também para se casar com uma das filhas do rei Carlos IV de Espanha , que eram primos em primeiro grau. Ele deveria se casar com a Infanta Maria Amália ou com a Infanta Maria Luísa , e escolheu a última, que era um pouco mais atraente e alegre que a melancólica Maria Amália. Em 25 de agosto de 1795, ele se casou com Maria Luísa em Madrid e foi feito um Infante da Espanha .
O casamento entre as duas personalidades diferentes revelou-se feliz, embora estivesse obscurecido pela má saúde de Luís. Ele era frágil, sofria de problemas no peito, e desde um acidente de infância, quando bateu a cabeça em uma mesa de mármore, sofria de sintomas que foram identificados como ataques epilépticos. Com o passar dos anos, sua saúde se deteriorou e ele passou a depender cada vez mais da esposa. O jovem casal permaneceu na Espanha durante os primeiros anos de seu casamento.
O casal teve dois filhos:
- Carlos Luís (1799-1883), Rei da Etrúria (Luís II), sendo mais tarde, Duque de Luca (Carlos I) e, por fim Duque de Parma (Carlos II);
- Maria Luísa Carlota (1802-1857), casou em 1825 com Maximiliano, Príncipe Herdeiro da Saxônia (1759-1838). Viúva, volta a casar em 1838, com o conde Francesco Rossi (morto em 1854). De novo viúva, casa pela terceira vez em 1855 com Jean Vimercati (1788).

## Parma e Etrúria
Enquanto Luís estava na Espanha, o Ducado de Parma foi ocupado pelas tropas francesas em 1796. Napoleão Bonaparte, que conquistaria a maior parte da Itália e queria ganhar a Espanha como aliado contra a Inglaterra, propôs compensar a Casa de Bourbon por sua perda do Ducado de Parma com o Reino da Etrúria, um novo estado que ele criou a partir do Grão-Ducado da Toscana. Isso foi acordado no Tratado de Aranjuez .
Luís teve que receber sua investidura de Napoleão em Paris, antes de tomar posse da Etrúria. Luís, sua esposa e seu filho viajaram incógnitos pela França, sob o nome de conde de Livorno. Tendo sido investido em Paris como rei da Etrúria, Luís e sua família chegaram em agosto de 1801 em sua nova capital, Florença.
Em 1802, tanto Luís quanto sua esposa grávida viajaram para a Espanha para assistir ao casamento duplo do irmão de Maria Luísa, Fernando, e de sua irmã mais nova, Maria Isabel. No mar de Barcelona, Maria Luísa deu à luz sua filha, Maria Luísa Carlota. O casal retornou em dezembro daquele ano, depois de ter sido notificado da morte do pai de Luís.
De volta à Etrúria, a saúde de Luís piorou e, em maio de 1803, ele morreu aos vinte nove anos, possivelmente devido a uma crise epiléptica. Ele foi sucedido por seu filho, Carlos Luís, como o rei Luís II da Etrúria, sob a regência de sua mãe, Maria Luísa.